# Daniel Minimalia
Daniel Llorente Rey, más conocido como Daniel Minimalia (Vitoria, 3 de noviembre de 1983) es un Guitarrista, Compositor, y Multinstrumentista. El primer artista gallego ganador de un Latin Grammy y el primer español en tener dos Hollywood Music in media Award, también conquistó una medalla de plata en los Global Music Awards. Es autor de cinco trabajos discográficos: Akainik (2011), Cuentos Sonoros (2012), Arenas de Luna (2014), Origen (2016) y Terra (2020)

## Reseña biográfica
Es un músico autodidacta que comenzó a tocar la guitarra a los 13 años, después de militar en grupos de rock y folk, emprende su proyecto personal que le ha llevado a tocar entre España y EE. UU. Entre su música se aprecian diferentes influencias que transitan desde el folk, flamenco, rock progresivo, blues o música clásica, que le ha convertido en un referente de la música instrumental en el ámbito nacional e internacional.
En el año 2017 y 2020 fue nominado al premio Latin Grammy cómo "Mejor Álbum Instrumental" , llevándose el reconocimiento en el año 2020 con su álbum "Terra" publicado por la discográfica Rose Records.

## Discografía

### Álbumes
- Akainik EP (2011)
- Cuentos Sonoros (2012)
- Arenas de Luna (2014)
- Origen (2016)
- Terra (2020)

### Recopilatorios
- Esencial (2017)

## Premios y nominaciones
| Año  | Trabajo nominado | Premio                          | Categoría                            | Resultado |
| ---- | ---------------- | ------------------------------- | ------------------------------------ | --------- |
| 2021 | Flor de Leyenda  | Hollywood Music in Media Awards | Mejor canción de Pop/Rock latino     | Ganador   |
| 2020 | Terra            | Latin Grammy                    | Mejor álbum instrumental             | Ganador   |
| 2019 | The Company Code | Hollywood Music in Media Awards | Mejor canción para anuncio comercial | Nominado  |
| 2017 | Origen           | Latin Grammy                    | Mejor álbum instrumental             | Nominado  |
| 2015 | Olas del Sur     | Hollywood Music in Media Awards | Mejor tema World                     | Ganador   |
| 2015 | Olas del Sur     | Global Music Awards             | Mejor instrumentalista               | Ganador   |
| 2015 | Olas del Sur     | Hollywood Music in Media Awards | Mejor videoclip                      | Nominado  |
| 2015 | Latidos          | Hollywood Music in Media Awards | Mejor canción World                  | Nominado  |
| 2013 | Akainik          | Hollywood Music in Media Awards | Mejor canción New Age                | Nominado  |
| 2013 | Al decir adiós   | Hollywood Music in Media Awards | Mejor canción clásica                | Nominado  |